# Orgilus lini
Orgilus lini är en stekelart som beskrevs av Chou 1995. Orgilus lini ingår i släktet Orgilus och familjen bracksteklar. Inga underarter finns listade i Catalogue of Life.